# Hurezu Mare
Hurezu Mare – wieś w Rumunii, w okręgu Satu Mare, w gminie Supur. W 2011 roku liczyła 438 mieszkańców.